# 인터넷신문위원회
인터넷신문윤리위원회(Internet Newspaper Ethics Committee, 약칭: 인신윤위, INEC)는 「인터넷신문 윤리강령 및 광고윤리강령」을 통해 인터넷신문기사 및 광고 등 인터넷신문과 관련된 다양한 콘텐츠에 대한 자율규제활동을 시행하는 인터넷신문 자율심의기구이다.(인터넷신문위원회는 2023년 8월에 정관 개정을 통해 인터넷신문윤리위원회로 기관 명칭을 변경)

## 현황
인터넷신문윤리위원회는 2011년 제정된 ｢인터넷신문윤리강령｣의 자발적 준수 및 참여 확산을 독려하고 자율심의함으로써 인터넷신문의 사회적 책임을 강화 및 콘텐츠의 질적 향상을 위하여 2012년 12월 26일 발족하였다. 인터넷신문윤리위원회는 발족식 이후 2013년 6월 언론학계, 법조계, 시민사회단체, 인터넷신문업계 등의 관계자들이 참여하여 인터넷신문 기사에 대한 자율심의 활동을 본젹적으로 시작하였으며,같은 해 12월 ｢인터넷신문광고 자율규약｣을 제정하여 한국온라인광고협회와 공동 선포식
을 갖고 인터넷신문광고의 건전화를 위한 활동을 전개하였으며, 인터넷신문윤리위원회는 계속적으로 인터넷신문기사 및 광고에 대한 자율심의활동을 시행하고 있다. 

## 연혁
2012's
12.26
"인터넷신문위원회" 발기인 총회를 개최하고, 공식 출범
2013's
06.12
「인터넷신문 유통･규제 환경의 변화와 건전한 발전 방향 모색」 세미나 개최
12.03
인터넷신문광고 자율규약 마련 (한국온라인광고협회와 공동)
12.23
인터넷신문위원회, 출범 1주년 기념세미나 개최
2014's
02.20
아시아게임조직위원회와 한국인터넷신문협회의 미디어등록지원 사업
08.14
인터넷신문에 대한 청소년옴부즈맨 캠페인 진행 (나무여성인권상담소 공동)
09.16
언론단체 제정 재난보도 준칙 선포식 동참
11.24
인터넷신문윤리강령 개정 등 공청회·세미나
12.19
인터넷신문윤리강령 개정 및 시행세칙 제정
2015's
01.13
위원회 사무국 이전 (망원동 → 대치동)
02.10
「인터넷신문윤리와 뉴스이용자 권익증진」 토론회 개최 (한국인터넷기업협회 공동)
04.16
인터넷신문위원회·한국언론학회 업무협약 체결
04.30
「인터넷신문 자율규제 실효성 제고 실천방안 마련」 토론회 개최
05.11
목포대학교 업무협약 체결
07.01
제3기 기사·광고심의분과위원회 출범
09.23
영남대학교 법학전문대학원 업무협약 체결
11.05
준수서약사 기자 언론 교육 진행 (언론중재위원회)
12.04
자율심의 개선 추진 공청회 개최
2016's
03.23
인터넷신문광고 모니터링 교육 (국립목포대학교)
03.29
‘2013년～2015년 인터넷신문 자율심의 사례집’ 발간
03.31
인터넷신문광고 모니터링 교육 (한신대학교)
04.27
한국법제연구원 업무협약 체결
05.27
｢상생의 인터넷신문광고 가능한가｣ 토론회 개최
05.27
클린애드플랫폼 캠페인 업무협약 체결 (한국인터넷신문협회)
06.29
한국소비자단체협의회 업무협약 체결
08.29
언론중재위원회 업무협약 체결
11.10
「언론분쟁에 대처하는 현명한 방법」교육 진행 (언론중재위원회)
12.01
「인터넷신문 자율심의 방향성」 세미나 개최
2017's
03.08
「인터넷신문윤리 정책자문단」 위촉식
04.25
방송통신심의위원회 업무협약 체결
05.25
「인터넷신문의 오늘과 내일」 세미나 개최 (한국언론학회)
06.21
‘건강한 인터넷, 기분 좋은 만남’ 캠페인
11.02
준수서약사 편집국 간담회 개최
11.16
「언론분쟁에 대처하는 현명한 방법」교육 진행 (언론중재위원회)
2018's
03.16
인터넷선거보도심의위원회 업무협약 체결
03.22
<6.13 지방선거 공정보도 설명회> 개최 (인터넷선거보도심의위원회)
04.18
건국대학교 업무협약 체결
07.27
인터넷신문위원회 부위원장에 최정식 이사(보안뉴스 대표) 선임
10.23
‘인터넷신문 이용자 옴부즈만’ 출범
11.01
‘언론분쟁에 대처하는 현명한 방법’ 교육 (언론중재위원회)
11.06
사이버커뮤니케이션학회와 업무협약 체결
11.14
한국인터넷윤리학회와 업무협약 체결
11.15
‘선정성, 자율규제의 길을 묻다’ 토론회 개최
2019's
02.26
제1차 [인터넷신문 신입기자 기본교육] 진행 (한국언론진흥재단)
04.19
[자율심의 발전방안 워크숍] 개최
04.24
[대전지역 인터넷신문 언론인 교육] 진행 (언론중재위원회)
04.29
한국광고학회와 업무협약 체결
05.23
「뉴미디어 동향과 인터넷신문 수익전략」 이슈포럼 개최
06.18
제2차 [인터넷신문 신입기자 기본교육] 진행 (한국언론진흥재단)
06.26
한국광고주협회와 업무협약 체결
07.03
[문답과 사례로 풀어본 인터넷신문윤리] 핸드북 발간
07.15
[광주지역 인터넷신문 언론인 교육] 진행 (언론중재위원회)
09.23
[부산지역 인터넷신문 언론인 교육] 진행 (언론중재위원회)
12.06
[인터넷신문 윤리강령 개정 설명회] 개최
2020's
05.28
구글 GNI 공동, 저널리즘 온라인 화상강의 개최
06.05
자율심의 발전방안 워크숍 개최
06.30
중앙자살예방센터와 업무협약 체결
07.07
[언택트시대, 인터넷신문의 컨택 전략] 이슈포럼 개최
08.03
제1차 [인터넷신문 신입기자 기본교육] 진행 (한국언론진흥재단)
09.16
제1차 [언론분쟁에 대처하는 현명한 방법] 교육 진행 (언론중재위원회)
09.22
[문답과 사례로 풀어본 인터넷신문윤리 핸드북] 개정판 발간
10.23
제2차 [언론분쟁에 대처하는 현명한 방법] 교육 진행 (언론중재위원회)
11.09
제2차 [인터넷신문 신입기자 기본교육] 진행 (한국언론진흥재단)
11.12
제3차 [언론분쟁에 대처하는 현명한 방법] 교육 진행 (언론중재위원회)
2021's
02.03
‘인터넷신문위원회, 광고 윤리강령’ 및 ‘심의규정’ 제정
03.25
제1차 [구글 GNI 디지털시대의 저널리스트 공동교육] 진행 (구글 공동, 연중 진행-총 5회)
04.21
제1차 [찾아가는 저널리즘 특강] 진행 (한국언론진흥재단 지원, 연중 진행-총 3회)
05.10
제1차 [언론분쟁 예방 교육] 진행 (언론중재위원회 공동, 연중 진행-총 3회)
05.26
인터넷신문위원회, 민병호 위원장 선출
06.21
인터넷신문위원회, 광고윤리강령/심의규정 해설가이드북 발간
06.29
제1차 [자율심의 윤리교육] 진행 (연중 진행-총 4회)
07.01
인터넷신문위원회, 한국저작권보호원과 업무협약 체결
08.30
[기사작성시 꼭 유의해야할 윤리강령 체크포인트 2021] 발간
09.03
[생명윤리 특별교육] 진행 (한국생명존중희망재단 공동, 연중 진행-총 4회)
09.16
제1차 [저작권보호 교육] 진행 (한국저작권보호원 공동, 연중 진행-총 3회)
10.25
[2021 인터넷신문위원회 이슈포럼] 개최 (비대면 웹세미나)
11.09
[건강한 광고 저널리즘 포럼]개최 (비대면 웹세미나) 한국언론재단 후원
11.15
[인터넷신문 CEO초청 생명존중 세미나] 개최 (한국생명존중희망재단 공동)
12.09
[선거보도교육] 진행 (인터넷선거보도심의위원회 공동)
2022's
03.16
제1차 [언론분쟁 예방교육] 진행 (언론중재위원회 공동, 연중 진행-총 3회)
04.13
제1차 [자율심의 윤리교육] 진행 (연중 총 4회 진행)
04.20
[선거보도교육] 진행 (인터넷선거보도심의위원회 공동, 연중 총 1회 진행)
04.22
제1차 [찾아가는 저널리즘 특강] 진행 (한국언론진흥재단 지원, 연중 진행-총 4회)
04.27
제1차 [생명존중 희망교육] 진행 (연중 생명존중희망재단 공동 교육 총 7회 중 4회 진행)
05.19
제1차 [구글GNI 디지털시대의 저널리스트 특별교육] 진행 (구글 공동, 연중 진행-총 4회)
05.26
제1차 ‘자율심의 실효성 개선 연구반’ 회의 진행 (연중 진행-총 10회)
06.08
제1차 [신입기자 기본교육] 진행 (한국언론진흥재단 공동, 연중 진행-총 3회)
06.29
제1차 [생명지킴이-저널리즘 특별과정] 진행 (연중 생명존중희망재단 공동 교육 총 7회 중 3회 진행)
07.14
제1차 [저작권 보호교육] 진행 (한국저작권보호원 공동, 연중 진행-총 3회)
07.26
생명존중 기자수첩 배포 (한국생명존중희망재단 공동)
11.09
인터넷신문 CEO 초청 생명존중 세미나 개최 (한국생명존중희망재단 공동)
12.07
인터넷신문위원회, 출범 10주년 기념 특별세미나 개최
12.08
2022 ‘생명존중 언론윤리’ 자살예방 보도가이드북 배포 (한국생명존중희망재단 공동)
12.21
2022 ‘인터넷신문 기사 및 광고 윤리강령/심의규정 해설 가이드북 제작 및 배포 (2종)
2023's
03.27
[디지털 저널리스트 교육] 제1차 진행 (구글 뉴스랩 공동, 연중 총 4회 진행)
04.20
[인터넷신문 자율심의 윤리교육] 제1차 진행
05.04
[저작권 보호교육] 제1차 진행 (한국저작권보호원 공동, 연중 총 3회 진행)
05.17
[신입기자 기본교육] 제1차 진행 (한국언론진흥재단 주최, 연중 총 3회 진행)
06.02
[찾아가는 저널리즘 특강] 제1차 진행 (한국언론진흥재단 지원, 연중 총 4회 진행)
06.09
[언론분쟁 예방교육] 제1차 진행 (언론중재위원회 공동, 연중 총 3회 진행)
06.28
[생명존중 언론윤리교육] 제1차 진행 (한국생명존중희망재단 공동, 연중 총 4회 진행)
08.07
인터넷신문윤리위원회 정관 개정 및 법인 명칭 변경
09.19
뉴미디어 윤리포럼 제1차 개최 (AI시대, 인터넷신문과 윤리, 총 2회)
11.09
인터넷신문윤리위원회 이재진 신임 위원장 취임
11.17
2023 인터넷신문 CEO 초청 생명존중 세미나 개최 (한국생명존중희망재단 공동)
11.21
2023 대학신문 생명존중 기사공모전 시상식 개최
11.29
제22대 국회의원선거대비 공정선거 보도설명회 개최 (인터넷선거보도심의위원회 공동)
12.01
인터넷신문윤리위원회 10주년 백서 발행
12.05
인터넷신문윤리위원회 위원장 이·취임식 개최
12.26
AI활용 언론윤리 가이드라인 발표
2024's
02.22
제22대 국회의원선거 대비 공정선거보도교육 제1‧2차(인터넷선거보도심의위원회 공동)
04.02
제1회 인터넷신문윤리주간 제정 및 발표
04.12
인터넷신문 윤리의식 조사‧연구 발표세미나
04.22
「자율심의 반영표기」 권장 캠페인 실시
04.30
2024 자율심의 윤리교육 제1차 진행 (자체, 연중 총 2회 진행)
05.23
2024 디지털 저널리스트 교육 제1차 진행 (구글 GNI 공동, 연중 총 4회 진행)
06.13
한국인터넷신문협회, 회원 자진탈퇴
06.20
인터넷신문윤리위원회, 중앙선거관리위원회 유공 기관표창
06.27
2024 찾아가는 저널리즘 특강 제1차 진행 (한국언론진흥재단 지원, 연중 총 4회 진행)
07.15
한국인터넷자율정책기구(KISO)와 욕설-비속어 DB 활용 협력
07.22
2024 대학신문 생명존중 저널리즘 스쿨 개최(한국생명존중희망재단 공동, 5일간)
07.26
인터넷신문윤리위원회, 한국인터넷자율정책기구(KISO)와 업무협약
08.16
한국언론학회 총회 회원 가입
09.02
인터넷신문윤리위원회, 생성형 인공지능(AI) 활용기사 자율심의 준칙 제정, 심의 시작
09.25
‘10.16 재·보궐선거보도 6대 유의사항’ 안내
12.18
「인터넷신문 기사 및 광고심의 가이드북」 개정판 발간

## 조직
```
 4.1 위원장
```

이재진 위원장 (한양대학교 미디어커뮤니케이션학과 교수)
```
 4.2 분과위원회
  4.2.1 인터넷신문기사심의분과위원회
[
5
]
```

```
  4.2.2 인터넷신문광고심의분과위원회
[
6
]
```

```
  4.2.3 고충처리위원회
[
7
]
```